# Венденско войводство
Венденското войводство (на полски: Województwo wendeńskie, на латински: Ducatus Venedorum) е административно-териториална единица в състава на Жечпосполита. Административен център е град Венден.
Войводството е създадено през 1598 година чрез преобразуване на Венденската президенция (от 1582). Обхваща земи от историко-географската област Ливония (Инфлянти).
През 1622 година северната и северозападна част от войводството с градовете Венден, Рига, Кирхолм и Кокенхаузен е превзета от Швеция. Тази териториална промяна е затвърдена чрез Оливския договор от 1660 година. През 1677 година останалата в границите на Жечпосполита територия е организирана в Инфлятско войводство.